# Limeum arabicum
Limeum arabicum är en tvåhjärtbladig växtart som beskrevs av Hans Christian Friedrich. Limeum arabicum ingår i släktet Limeum och familjen Limeaceae. Inga underarter finns listade i Catalogue of Life.